# Jean-Étienne Liotard
Jean-Étienne Liotard (pronúncia em francês: [ʒan‿etjɛn ljɔtaʁ]; Genebra, 22 de dezembro de 1702 — Genebra, 12 de junho de 1789) foi um pintor, connoisseur e negociador de arte suíço. Liotard é mais conhecido por seus retratos em pastel e por suas obras de sua viagem à Turquia. Huguenote de origem francesa e cidadão da República de Genebra, nasceu e morreu em Genebra, mas passou a maior parte de sua carreira em estadias nas capitais da Europa, onde seus retratos eram muito requisitados. Ele trabalhou em Roma, Istambul, Paris, Viena, Londres e outras cidades.
Já famoso na sua época, viajou e praticou a sua arte por toda a Europa e até ao Oriente Médio. Um homem livre e culto, este retratista pintou tanto os poderosos quanto os humildes. O seu variado e prolífico trabalho tem sido reconsiderado desde os anos 2000 através de numerosas retrospectivas.

## Biografia
Liotard nasceu na República de Genebra em 22 de dezembro de 1702. Seu pai, Antoine Liotard, era um joalheiro protestante francês de Montélimar que fugiu para Genebra depois de 1685 em exílio. Jean-Étienne, o último nascido de um grupo de irmãos, teve um irmão gémeo, Jean-Michel (1702–1796), que viria a ser um desenhador e gravador. Existem poucos detalhes sobre a sua infância. Em 1720, Antoine, o seu pai, ficou parcialmente arruinado após o colapso do sistema de Law. Jean-Étienne Liotard começou seus estudos com os professores Daniel Gardelle e Jean Louis Petitot, cujos esmaltes e miniaturas ele copiava com considerável habilidade.

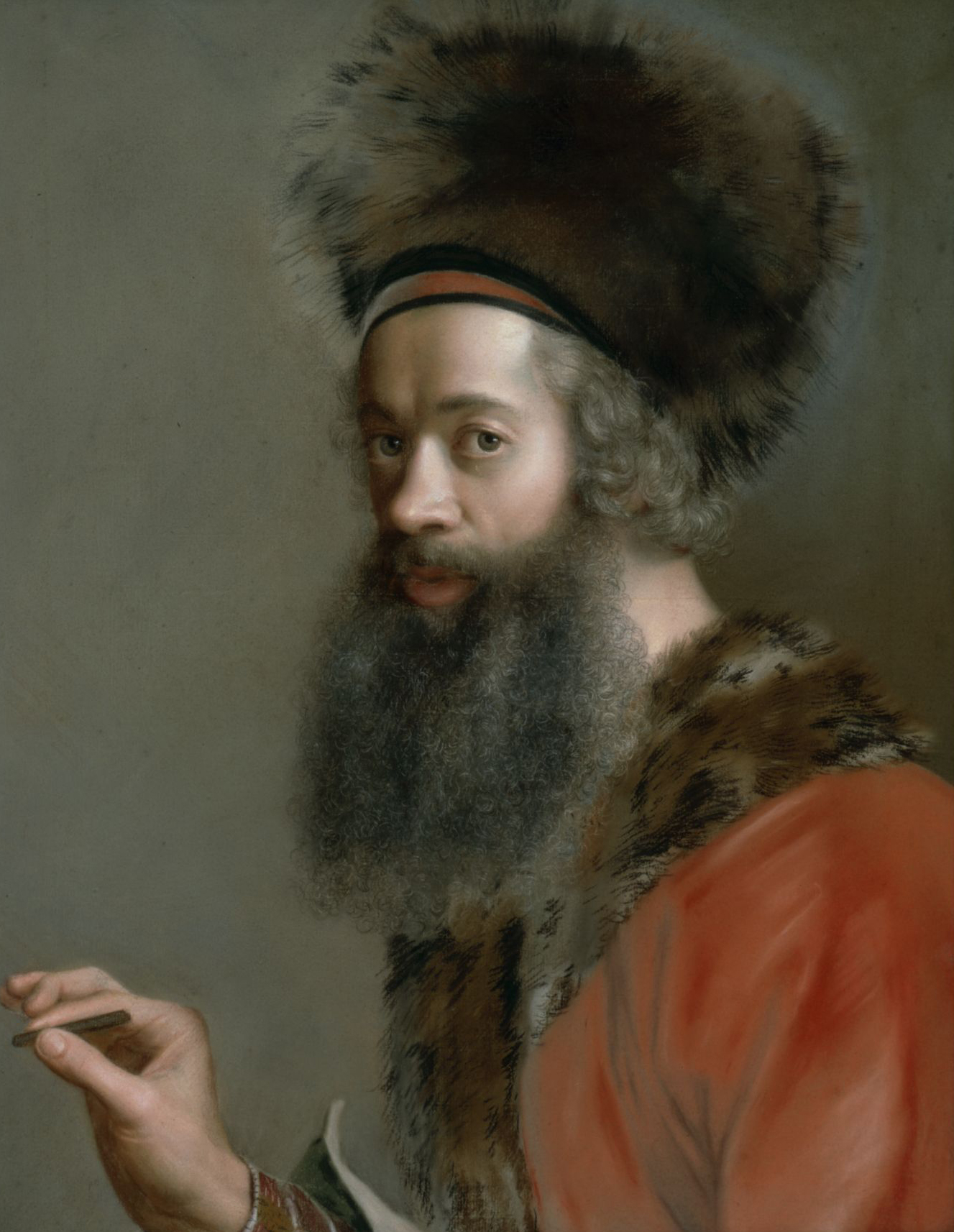
Jean-Étienne Liotard, autorretrato de 1746, em seu meio preferido de pastel. A barba cheia que ele usava ao retornar da Turquia era uma excentricidade considerável no rococó europeu

Por volta de 1723–1725, os dois irmãos Liotard foram para Paris. Jean-Michel se tornou aluno de Benoît Audran, o Jovem. Jean-Étienne Liotard, após uma breve estadia no estúdio de Jean-Baptiste Massé (1687–1767), o que lhe permitiu fazer a sua primeira entrada na alta sociedade e executar os seus primeiros retratos, embora mal pagos. Viajou de ida e volta entre a capital francesa e as regiões de Genebra e Lyon, visitando familiares. Em menos de dez anos, começou a construir uma rede, uma clientela; em uma carta datada de 14 de março de 1733, dirigida a um colecionador por Jacob Vernet [en], na qual este último encarregou o pintor de enviar obras à mãe de Suzanne Curchod (a avó de Germaine de Staël). Liotard também começou a gravar à água-forte e a cinzelar. Foi também nessa época que ele se sentiu suficientemente competente para concorrer ao concurso da Academia Real de Pintura e Escultura, mas sua pintura de história, Davi no Templo, foi recusada. O pintor do rei, François Lemoyne, porém percebeu isso e aconselhou-o a "nunca pintar exceto da natureza, uma arte em que você se sobressai". Lemoyne recomendou-o ao Marquês de Puysieulx, nomeado embaixador em Nápoles, que o levou para iniciar a sua Grand Tour.
Por volta de março ou abril de 1736, Jean-Étienne Liotard chegou em Roma onde pintou retratos do Papa Clemente XII e de vários cardeais. Três anos depois, em Florença, ele encontrou o futuro Lorde Duncannon, que o convenceu a acompanhá-lo de Nápoles a Constantinopla, através das ilhas do Mar Egeu. Esta estadia marcaria profundamente o pintor. Ao desenhar muitas cenas do gênero local, conheceu Claude Alexandre de Bonneval, que teve as suas entradas no Tribunal Otomano. Liotard estudou os costumes e vestimentas locais e cresceu uma barba. De Constantinopla, foi convocado para Iași na Moldávia, e de lá para Viena a 2 de setembro de 1743, onde foi apelidado de "o pintor turco". Na Viena do Sacro Império-Romano, pintou retratos de Francisco I e da Imperatriz Maria Teresa da Áustria, que são citados entre as suas obras-primas, assim como de outros membros da corte.  De lá, foi para Veneza onde o seu irmão Michel estava hospedado. O conde Francesco Algarotti adquire a obra A Chocolatier (Dresden, Pinacoteca dos Mestres Antigos), outra de suas obras-primas. Ele também realiza seu autorretrato turco para a Galeria Uffizi em Florença. Parte então para Darmstadt, pinta membros do tribunal de Hesse, e finalmente regressa a Genebra onde é celebrado pelos membros do Conselho da República.
Depois começa a sua segunda estadia parisiense. Rejeitado novamente pela Academia Real, entrou na Académie de Saint-Luc e exibiu de 1751 a 1753 mais de 30 retratos, incluindo os de Crébillon e Marivaux. Teve fama de ser um pintor querido, e o resgate do sucesso suscita inveja e alguns académicos denunciam o seu abuso de privilégios. Em 1751–1752, ainda vestido à moda turca, mudou-se para Inglaterra, onde se encontrou com os seus antigos companheiros de Constantinopla e Itália e, graças a Duncannon, conseguiu pintar a Princesa de Gales em 1753. Muitas de suas pinturas de natureza morta também datam deste período.
Em 1755, ingressou nas Províncias Unidas onde, em Amsterdã, no ano seguinte, casou-se com Marie Fargues em 24 de agosto, filha de um comerciante francês que ali vivia. Nesta ocasião, Liotard acaba por aparar a sua barba. O casal mudou-se para Genebra e lá instalou-se durante quase doze anos. O casal tem filhos. Liotard frequenta a família de François Tronchin. Por volta de 1765, iniciou uma correspondência com Jean-Jacques Rousseau e pintou um retrato do filósofo em 1770. Sua fama não se esgotou: em 1 de novembro, uma carta da Imperatriz Maria Teresa a Maria Antonieta informa que Liotard vai a Paris com o propósito de pintar seu retrato.
Novamente na Inglaterra em 1772, seu nome esteve entre os expositores na Academia Real pelos próximos dois anos antes de retornar à sua cidade natal em outubro de 1774. Em 13 de julho de 1777, o imperador José II, que viajava incógnito com o pseudônimo de "Conde de Falkenstein", visitou Liotard em Genebra. Seguiu-se uma longa viagem a Viena durante a qual Liotard e o seu filho mais velho exploraram a região do Danúbio; ele escreveu um diário de viagem que terminou em 1778.
Em 1781, Liotard publicou em Genebra o Traité des principes et des règles de la peinture (Tratado dos princípios e regras da pintura), uma soma que soma mais de 50 anos de prática e onde o artista expressa seu ideal, para chegar o mais próximo possível do real.
Em 1783, estabelecido em Confignon, ainda está ativo, ansioso para fazer o retrato da Imperatriz Catarina II da Rússia.
Ele morreu em Genebra em 12 de junho de 1789.

## Obras selecionadas

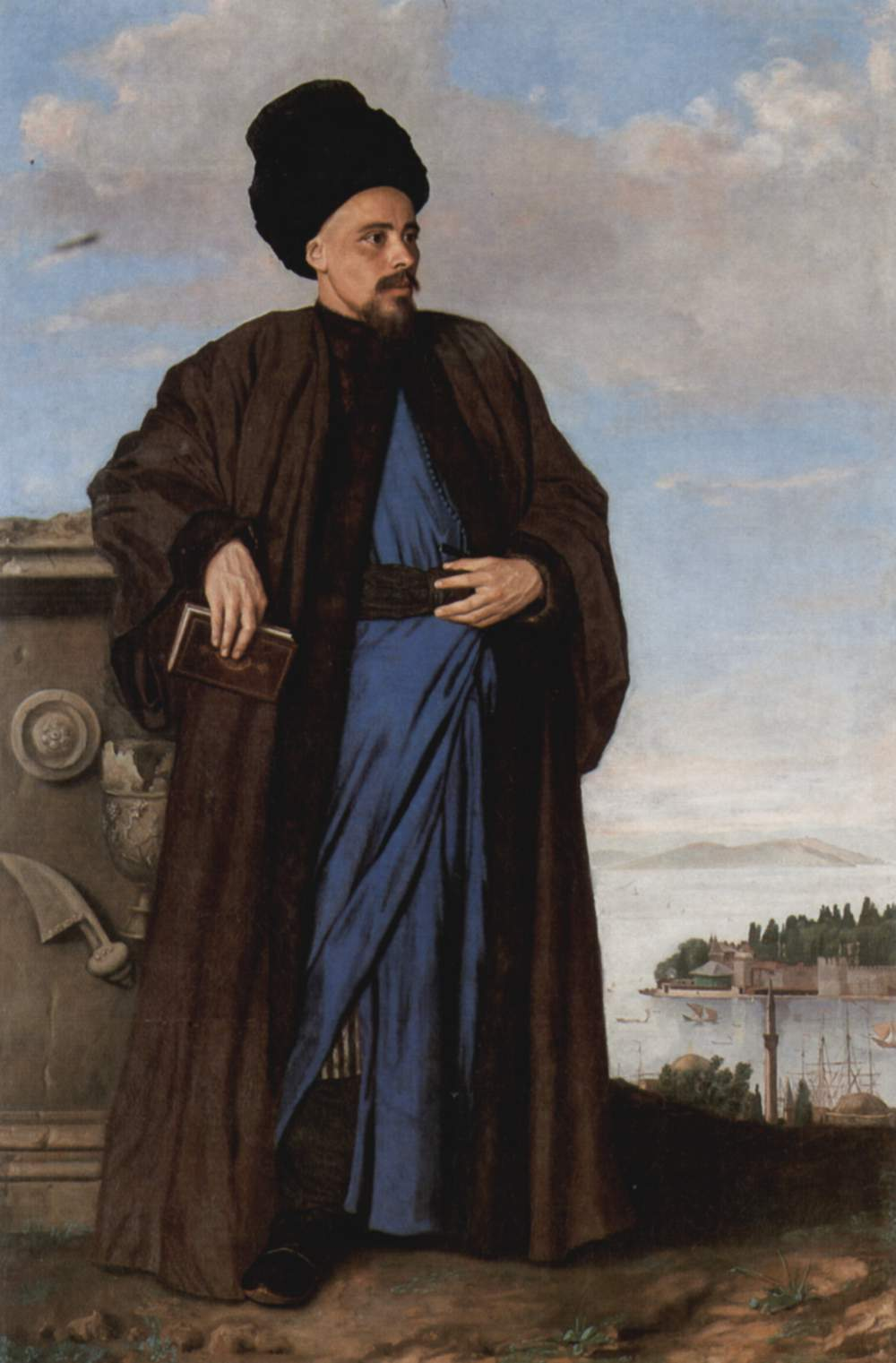
Richard Pococke, 1738–39
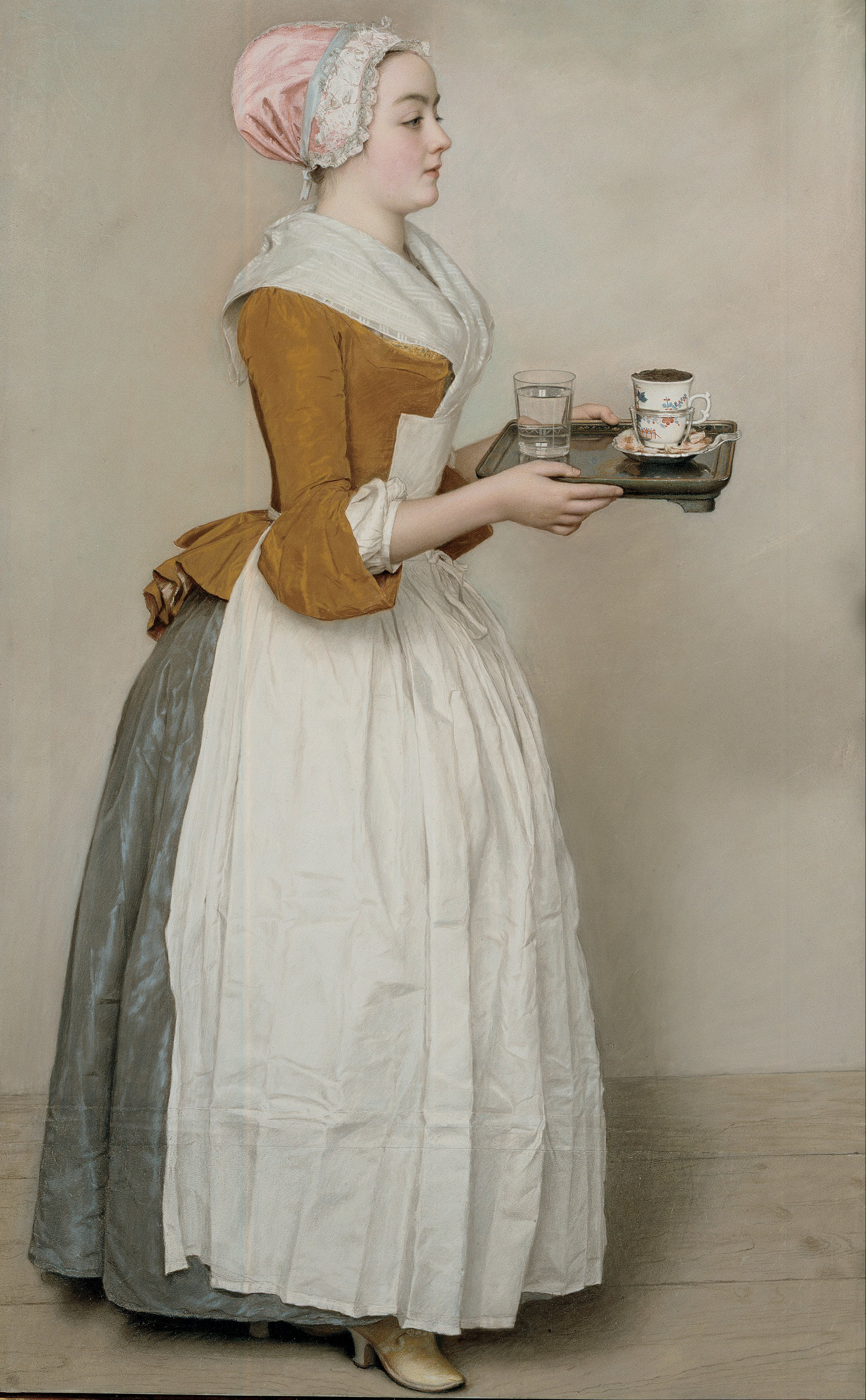
A Chocolatier, 1744–1745
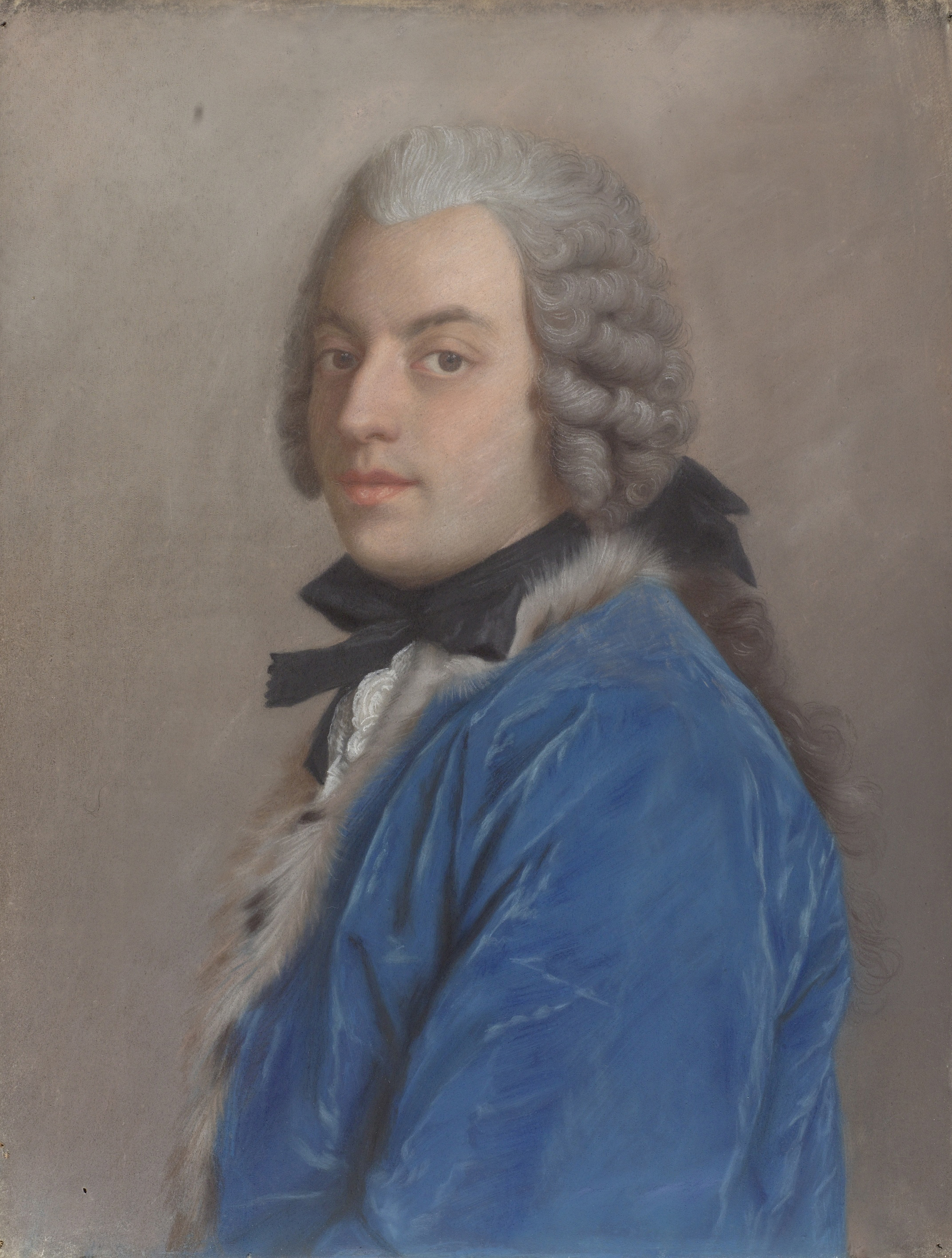
Conde Francesco Algarotti, 1745
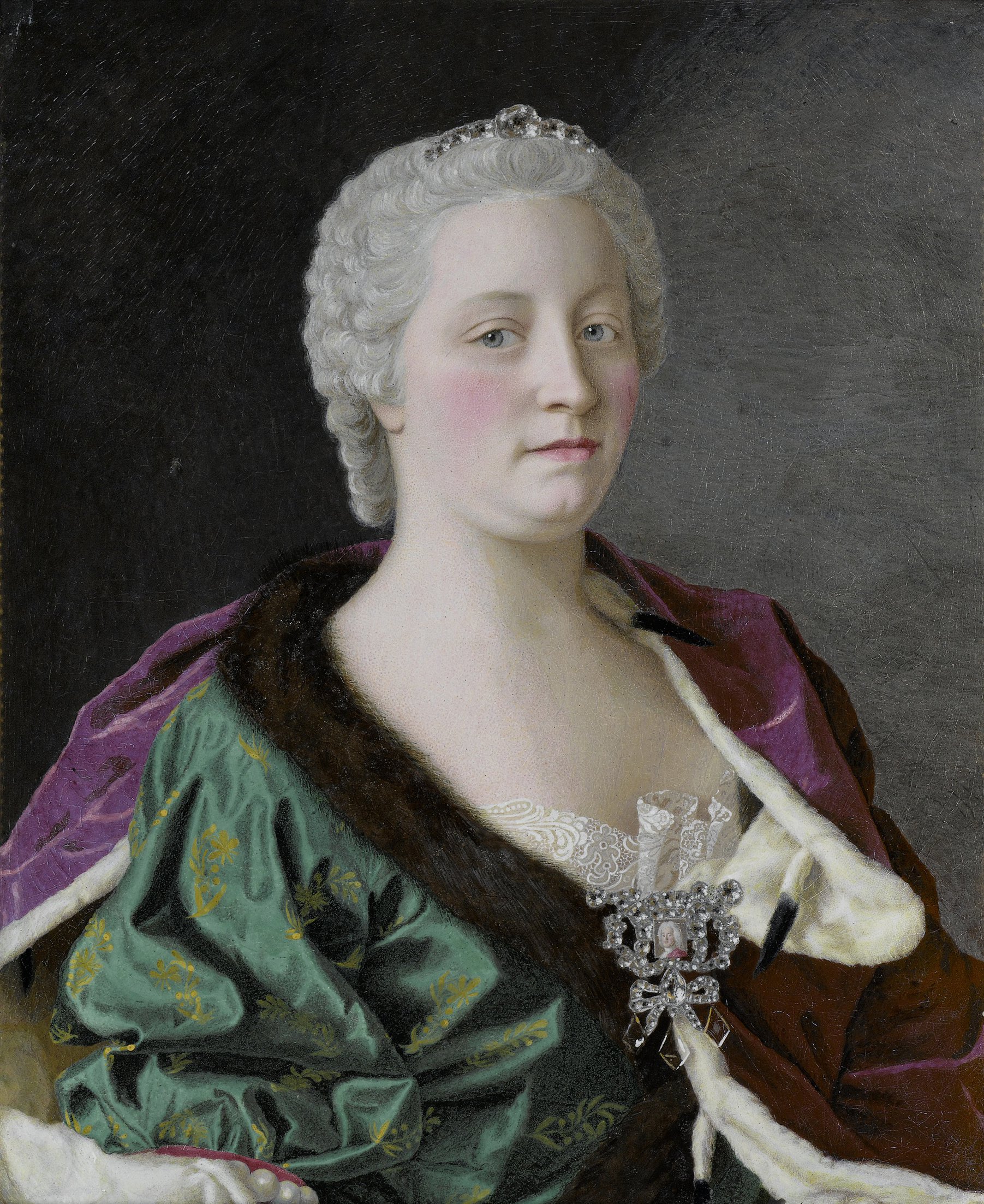
Imperatriz Maria Teresa da Áustria, 1747
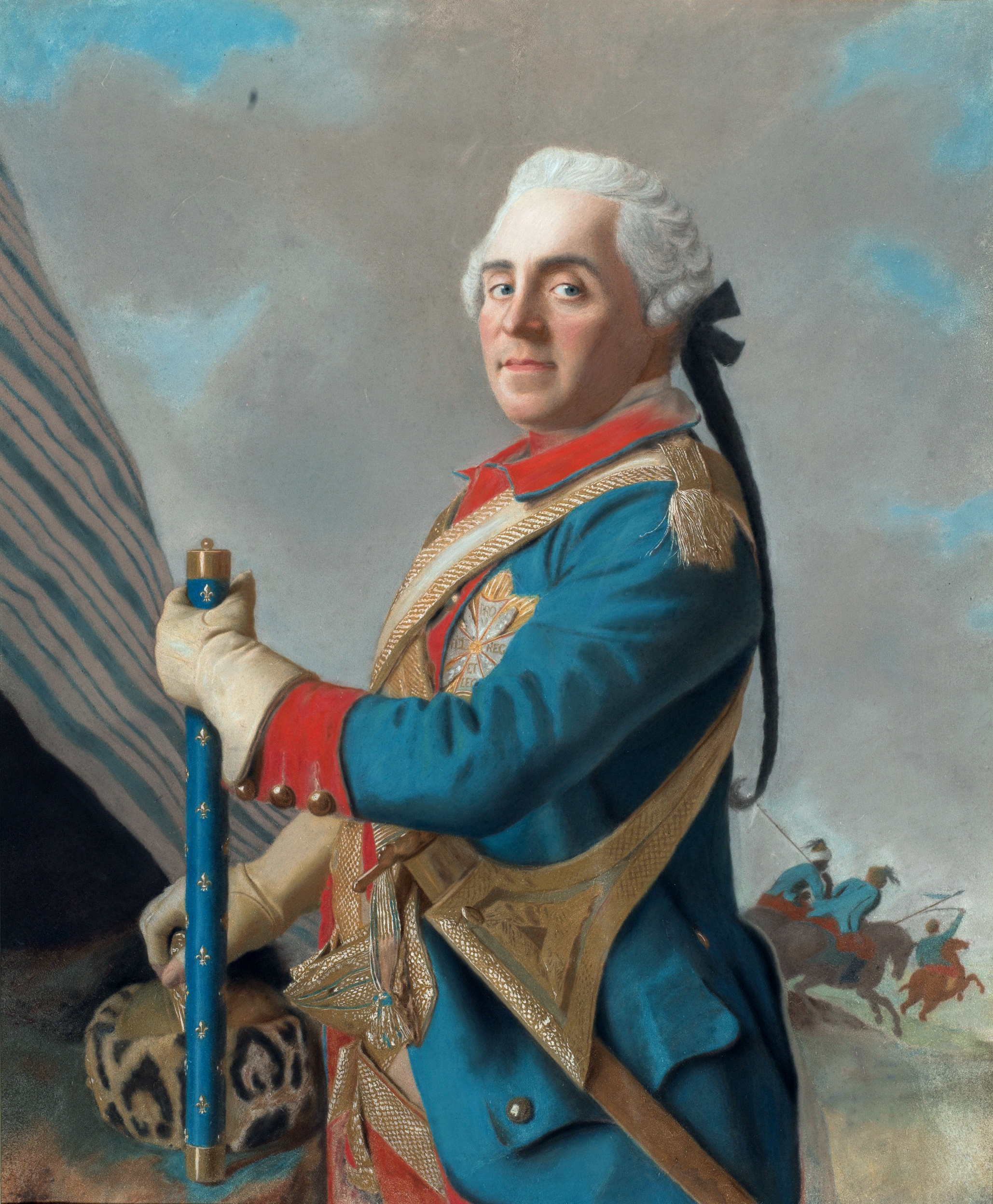
Retrato de Maurício da Saxônia. 1748
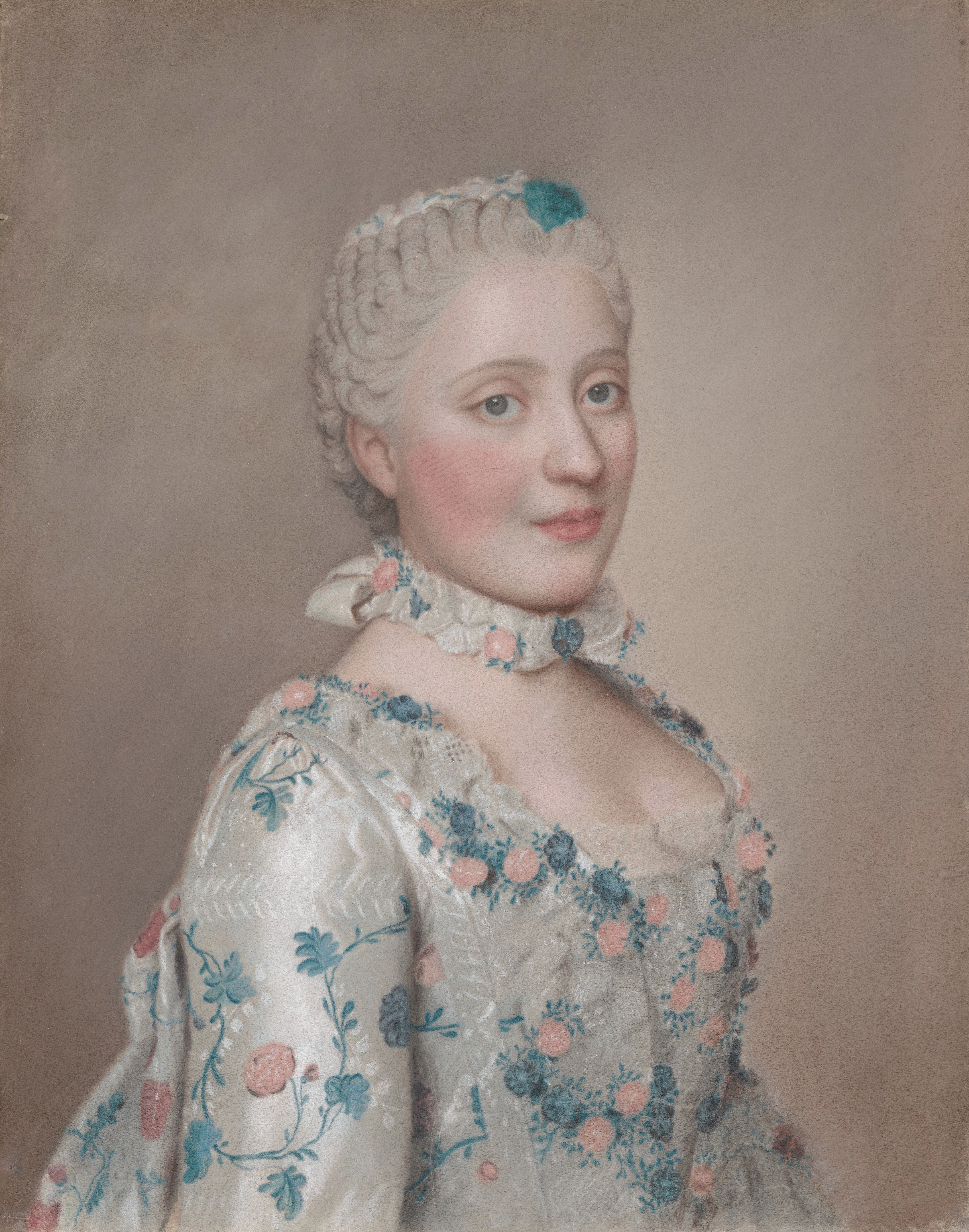
Maria Josefa da Saxônia, 1749
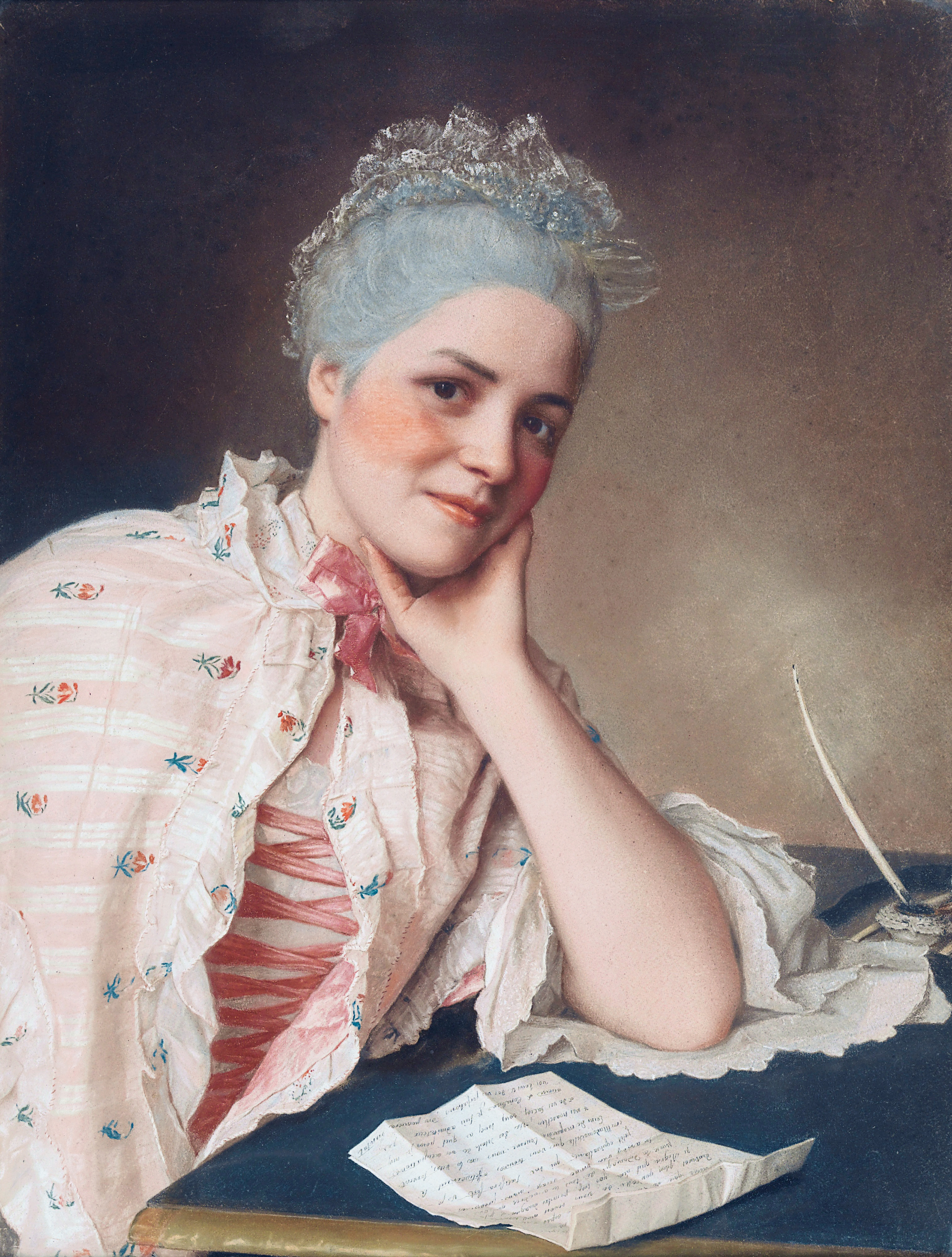
Retrato da Mademoiselle Jacquet, c. 1748–1752
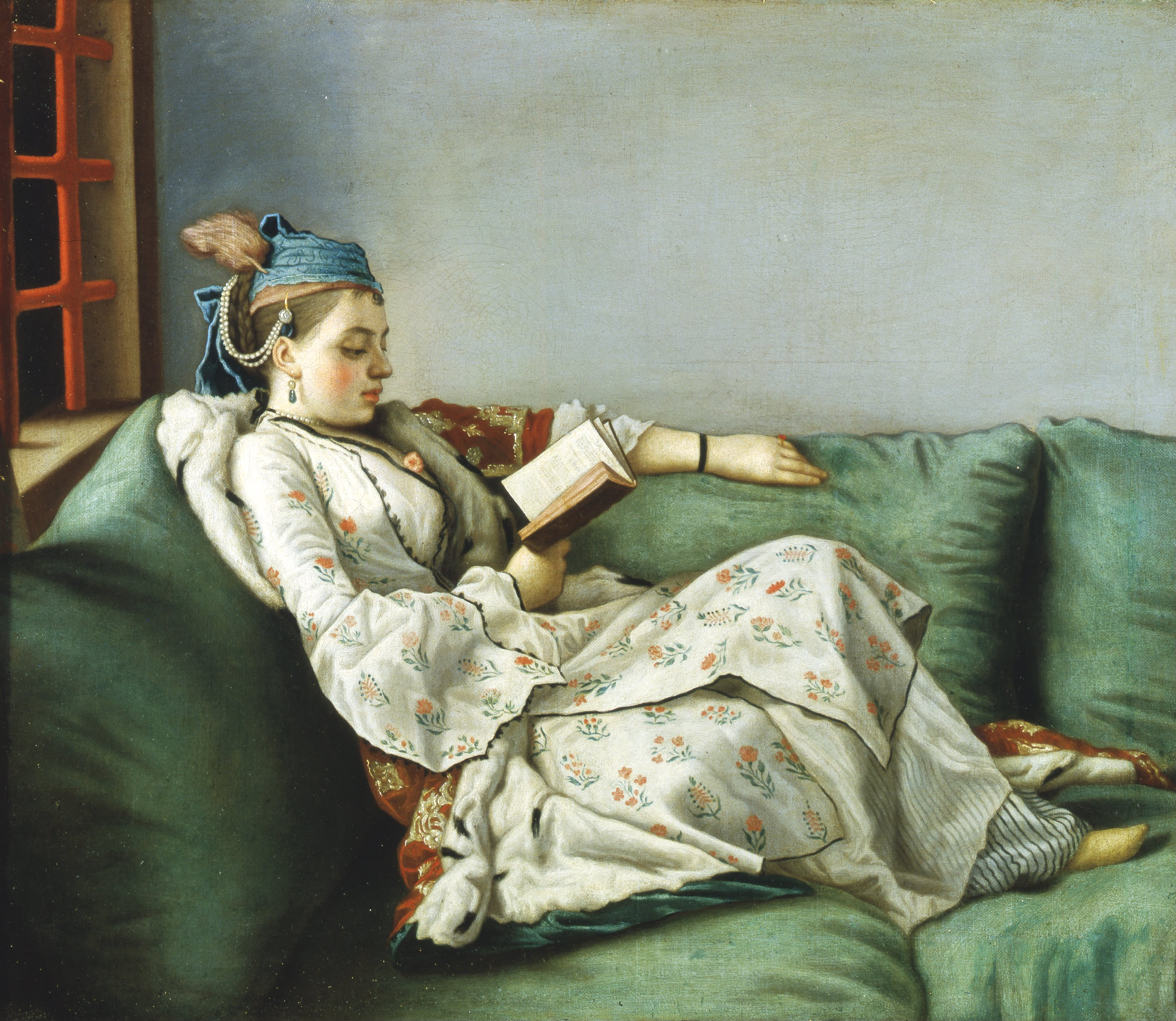
Maria Adelaide de França em um vestido turco, 1753
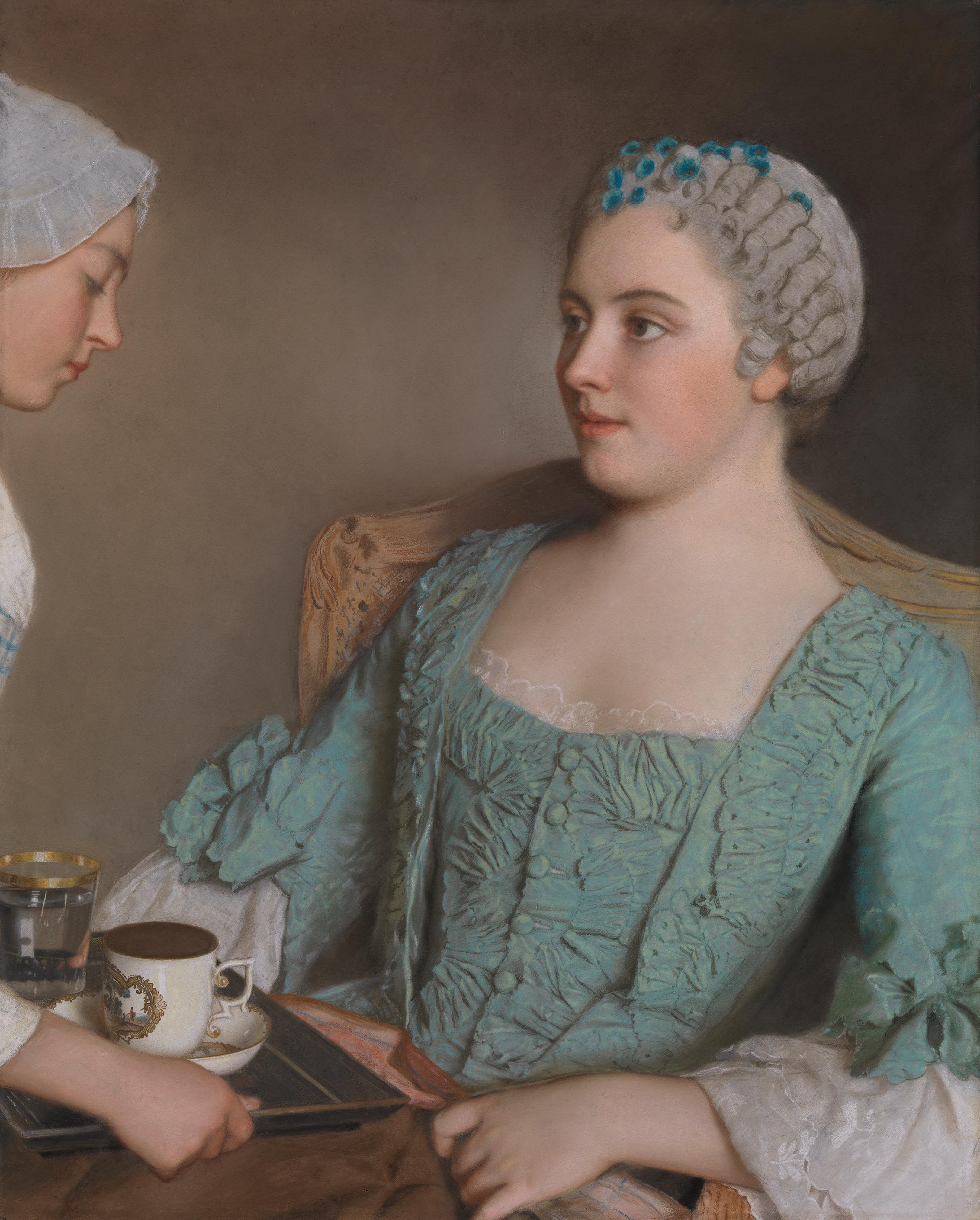
Café da manhã, 1754
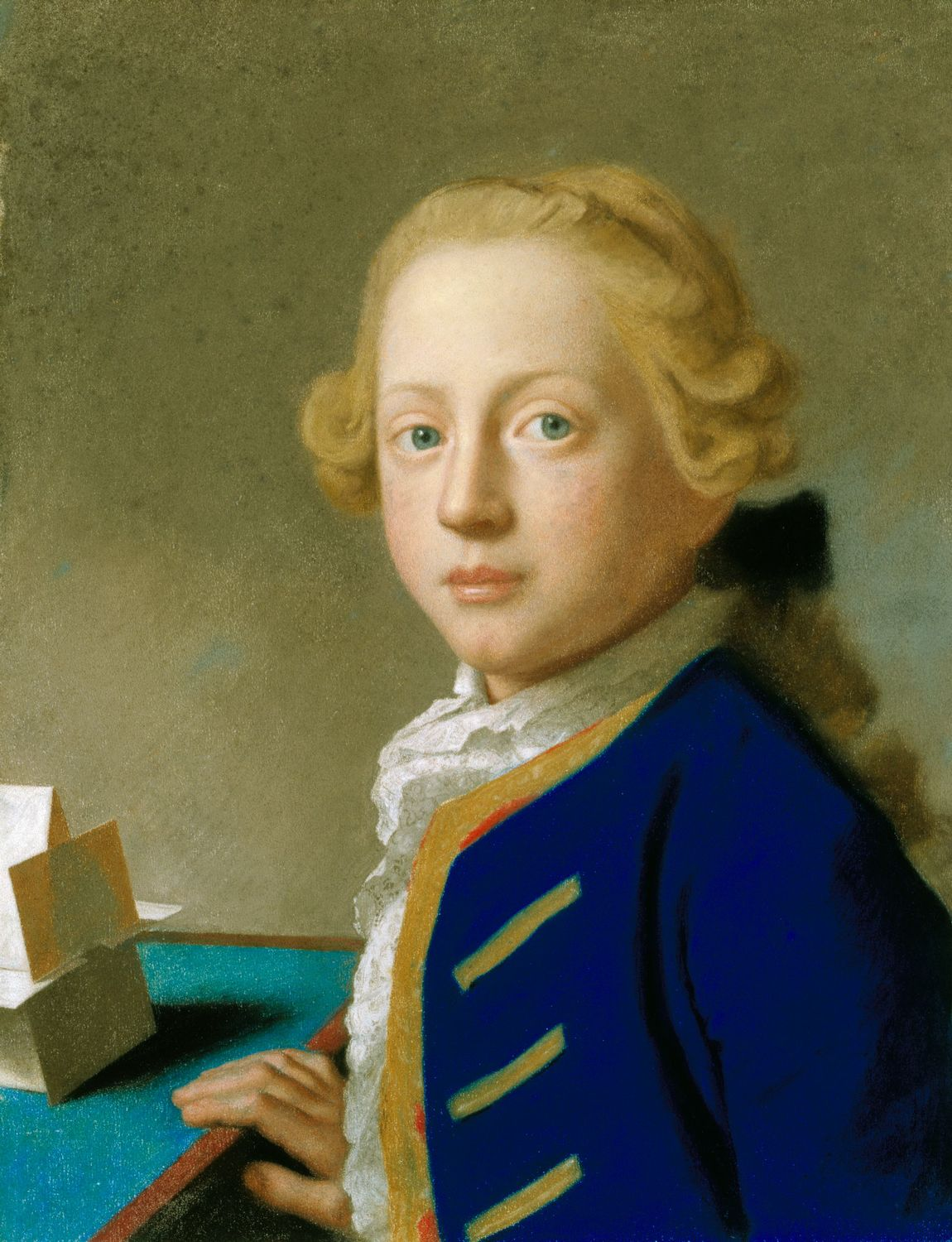
Retrato de Henrique, Duque de Cumberland e Strathearn, 1754
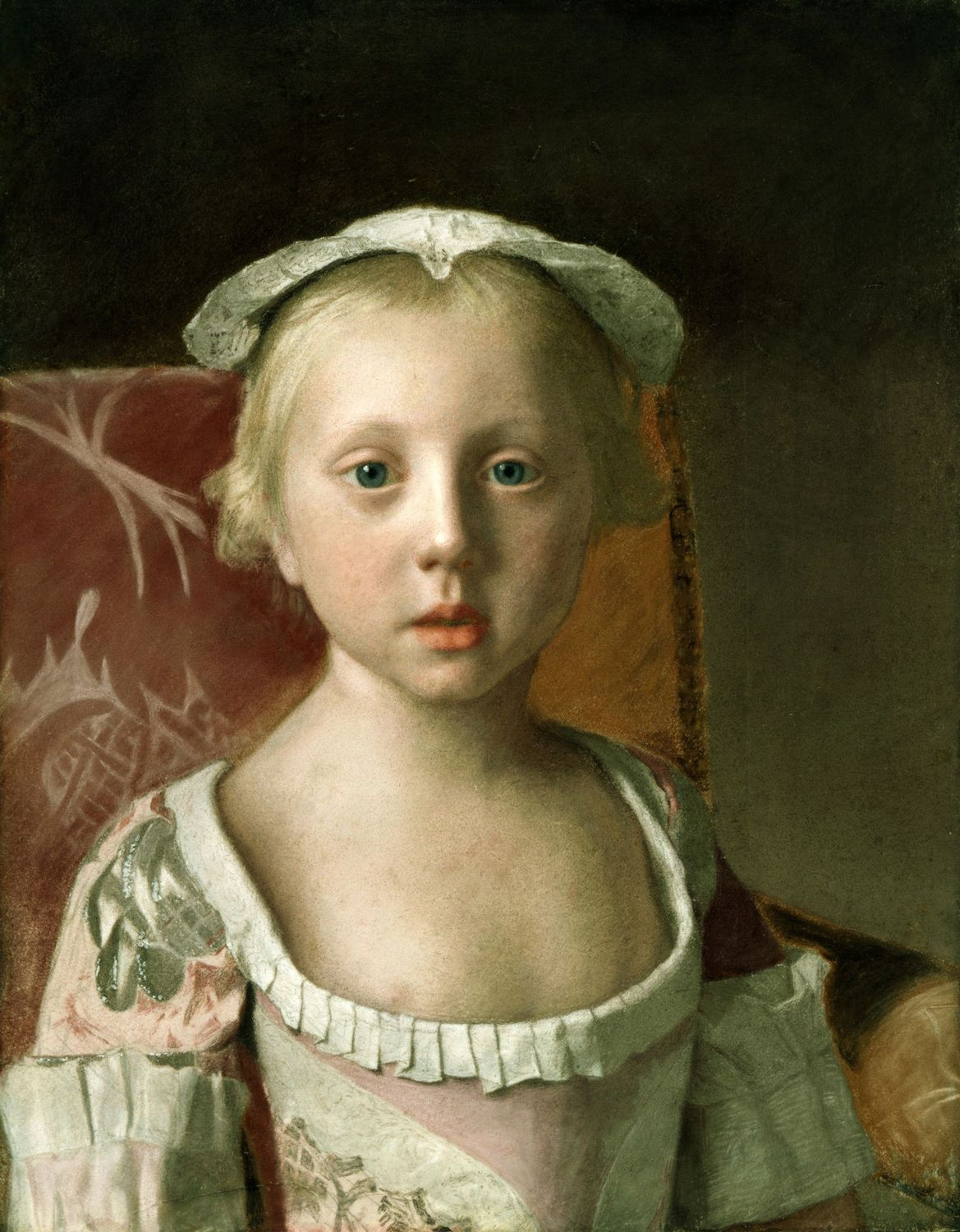
Retrato de Luísa de Gales, 1754
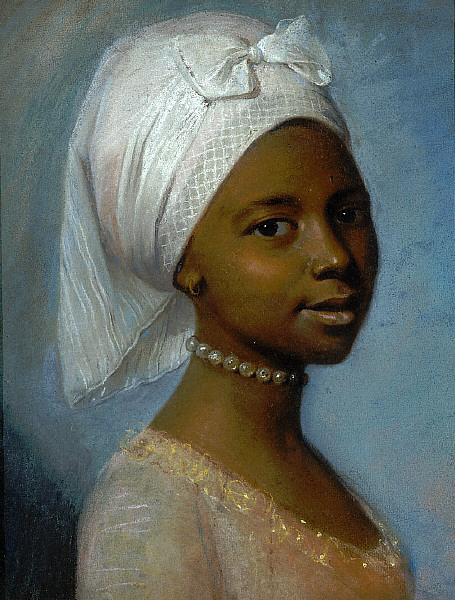
Retrato de uma jovem mulher, final de século XVIII
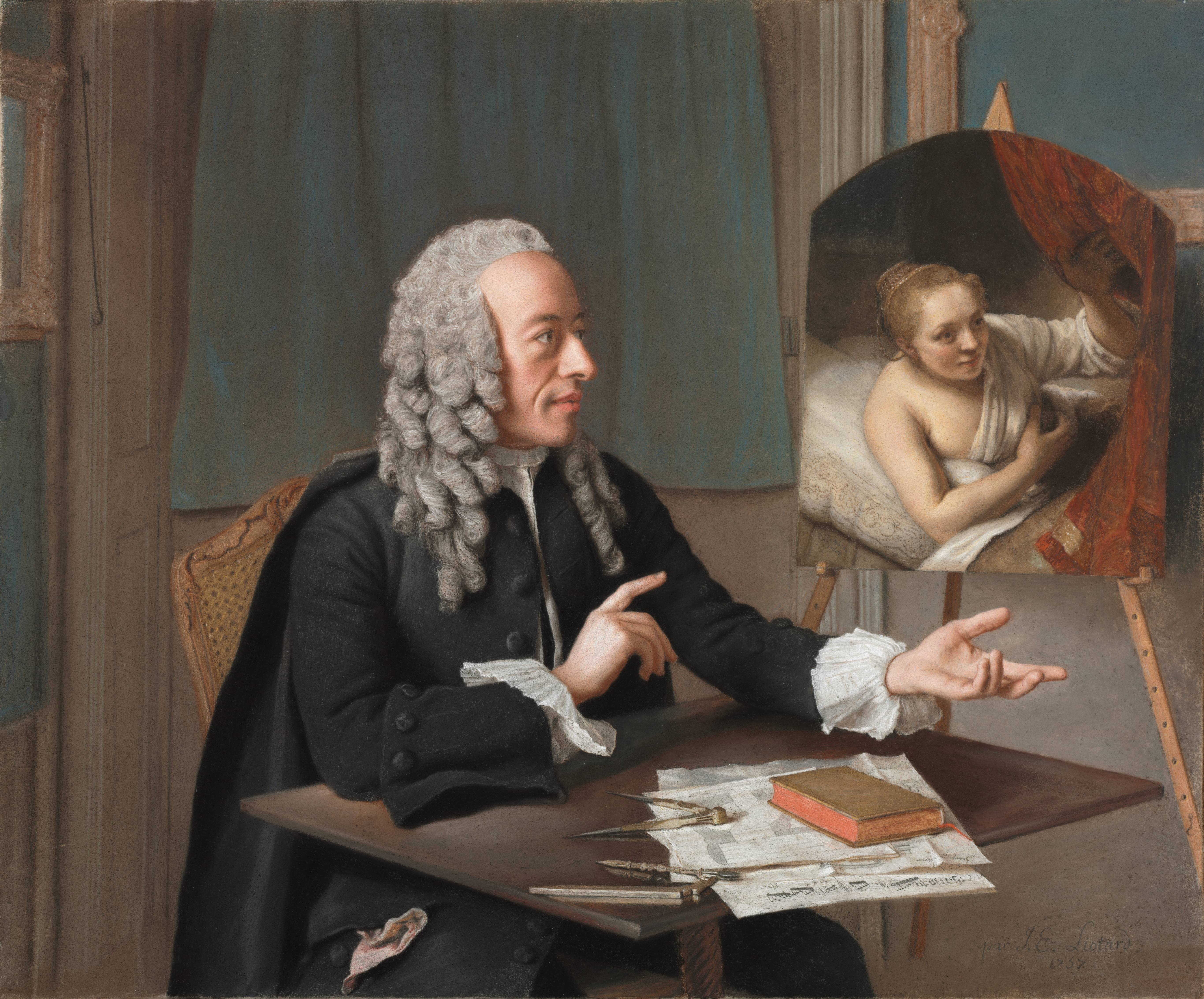
Retrato de François Tronchin com um quadro de sua coleção "La femme au lit" de Rembrandt, 1757
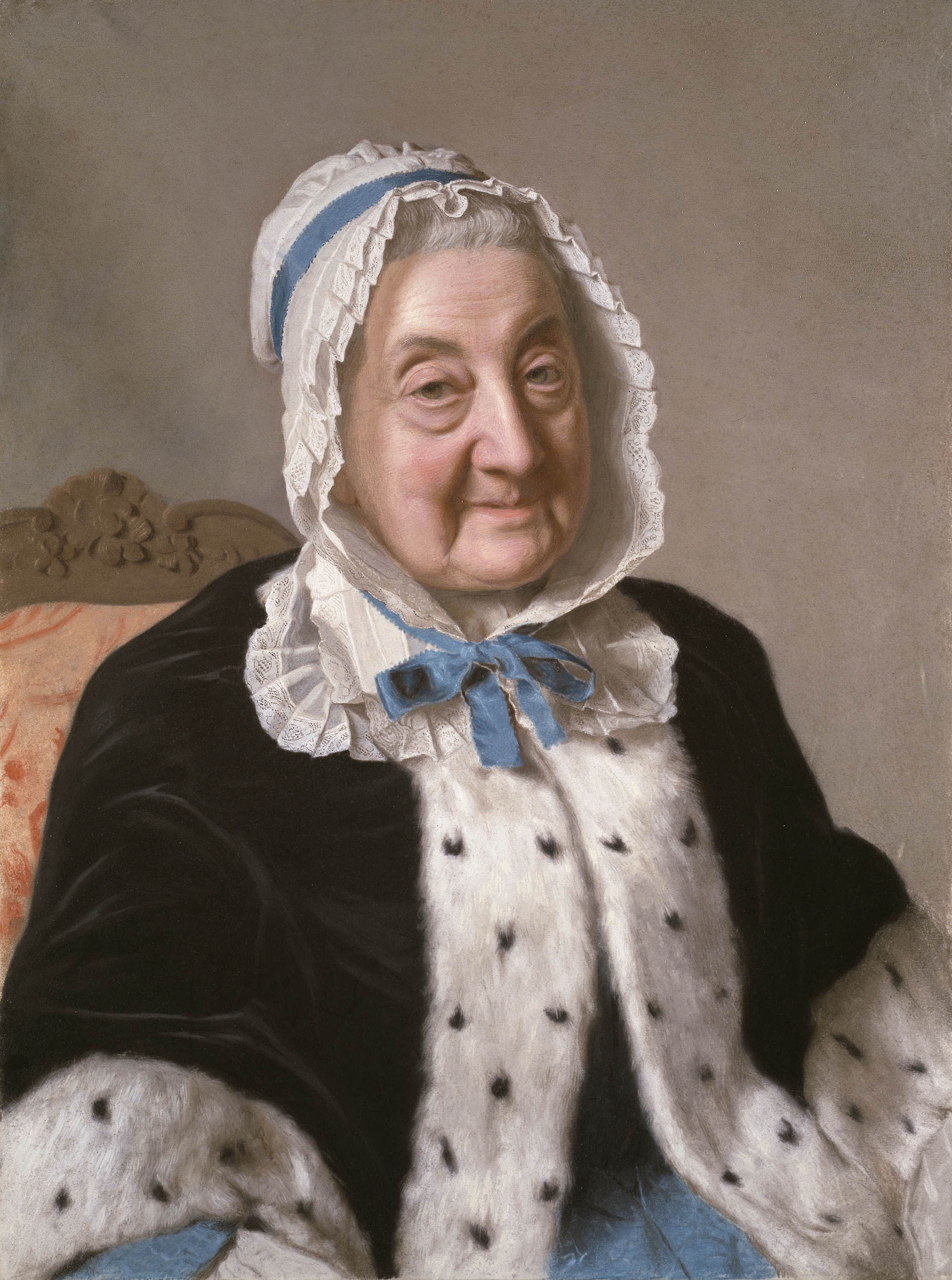
Retrato de Marthe Marie Tronchin, 1758
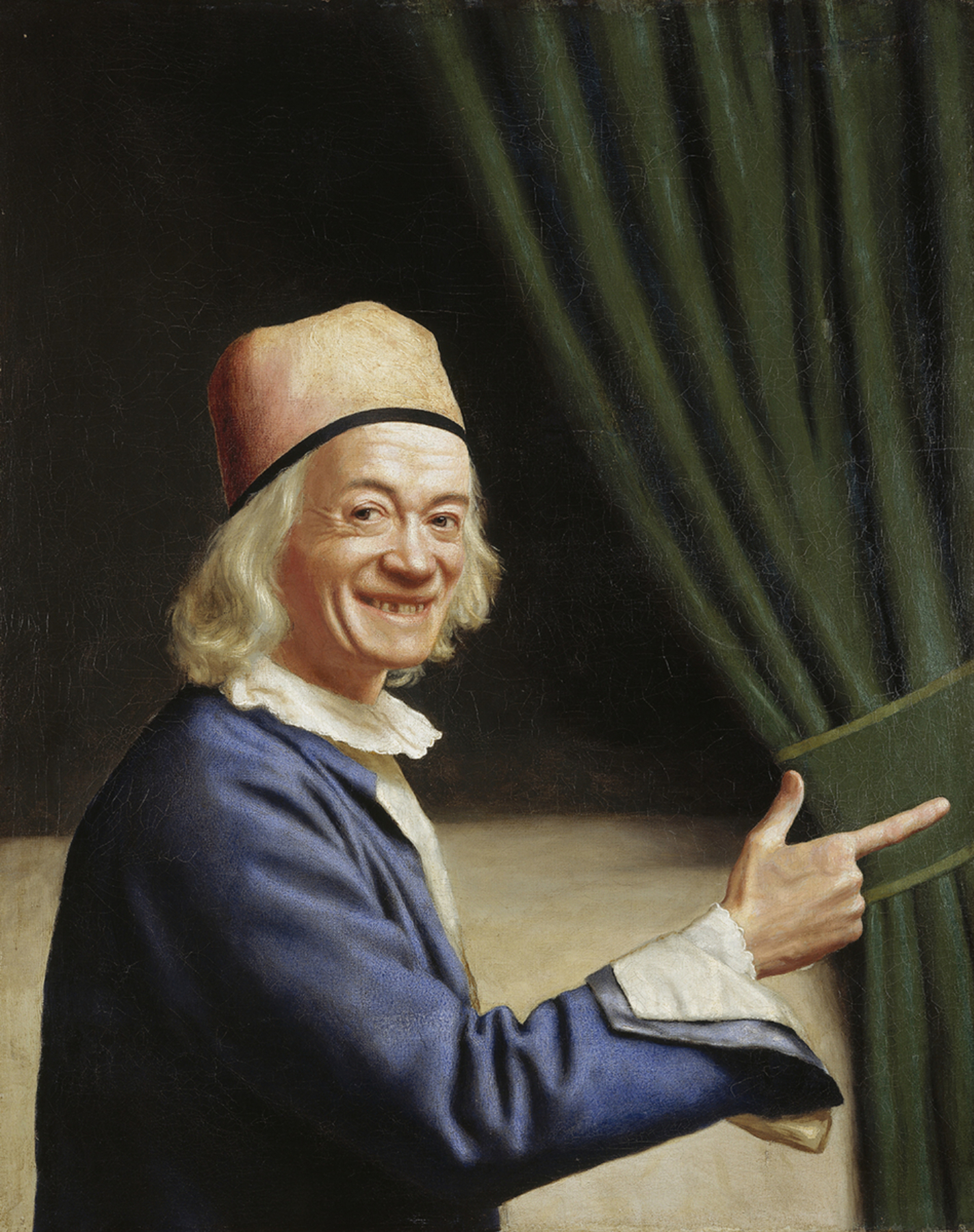
Autorretrato, 1770
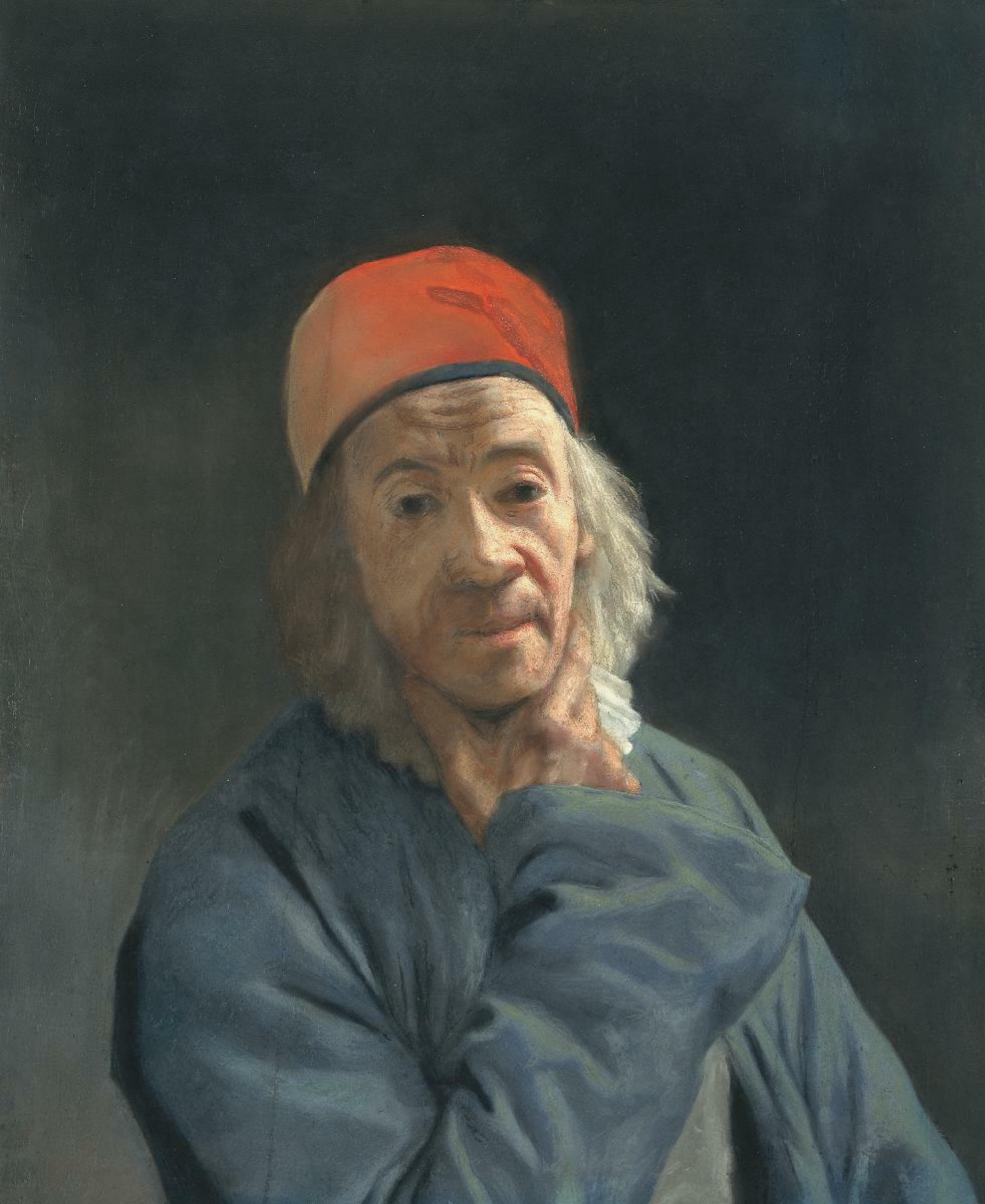
Autorretrato, 1773
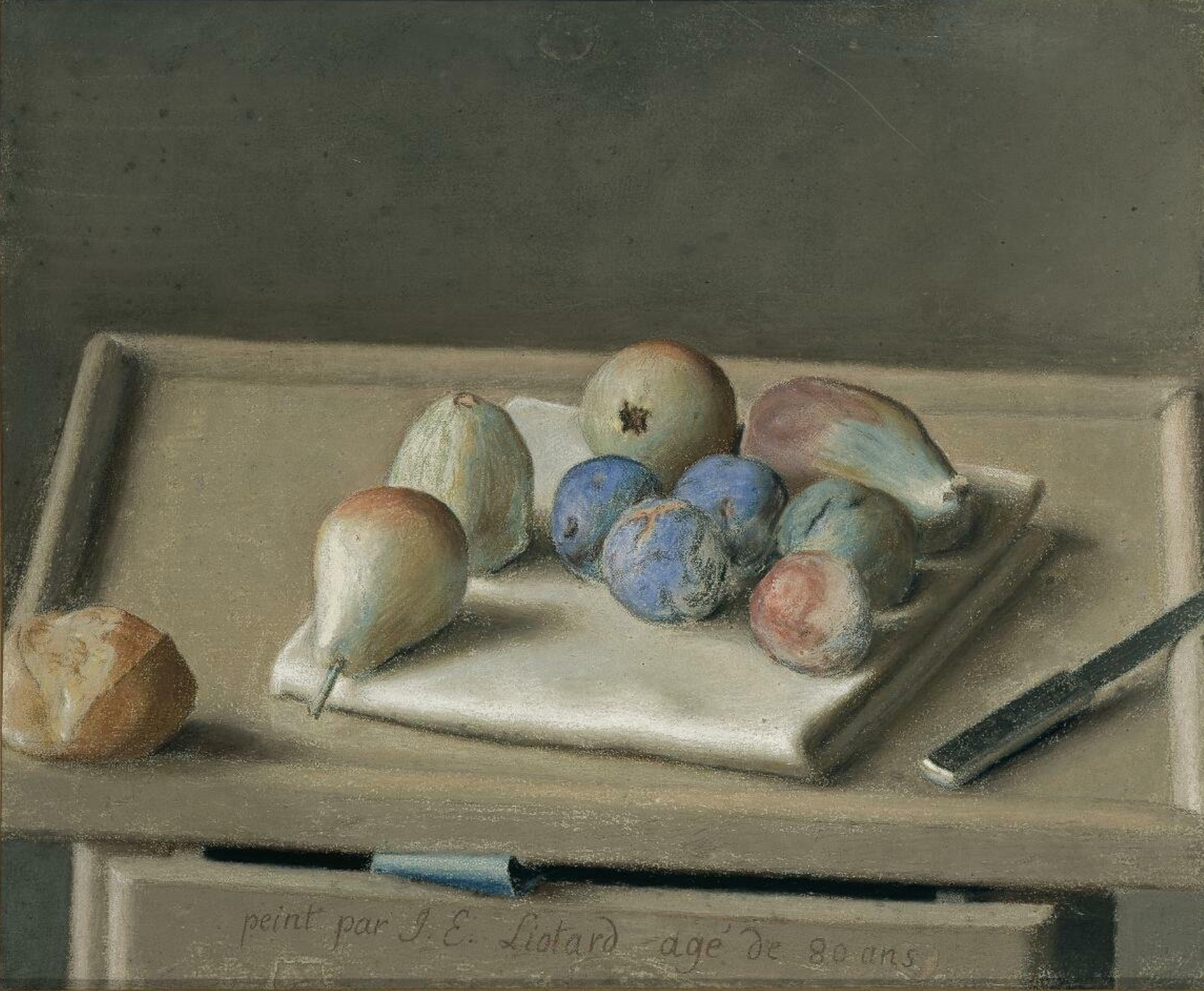
Natureza morta, 1782